# Stylops melittae

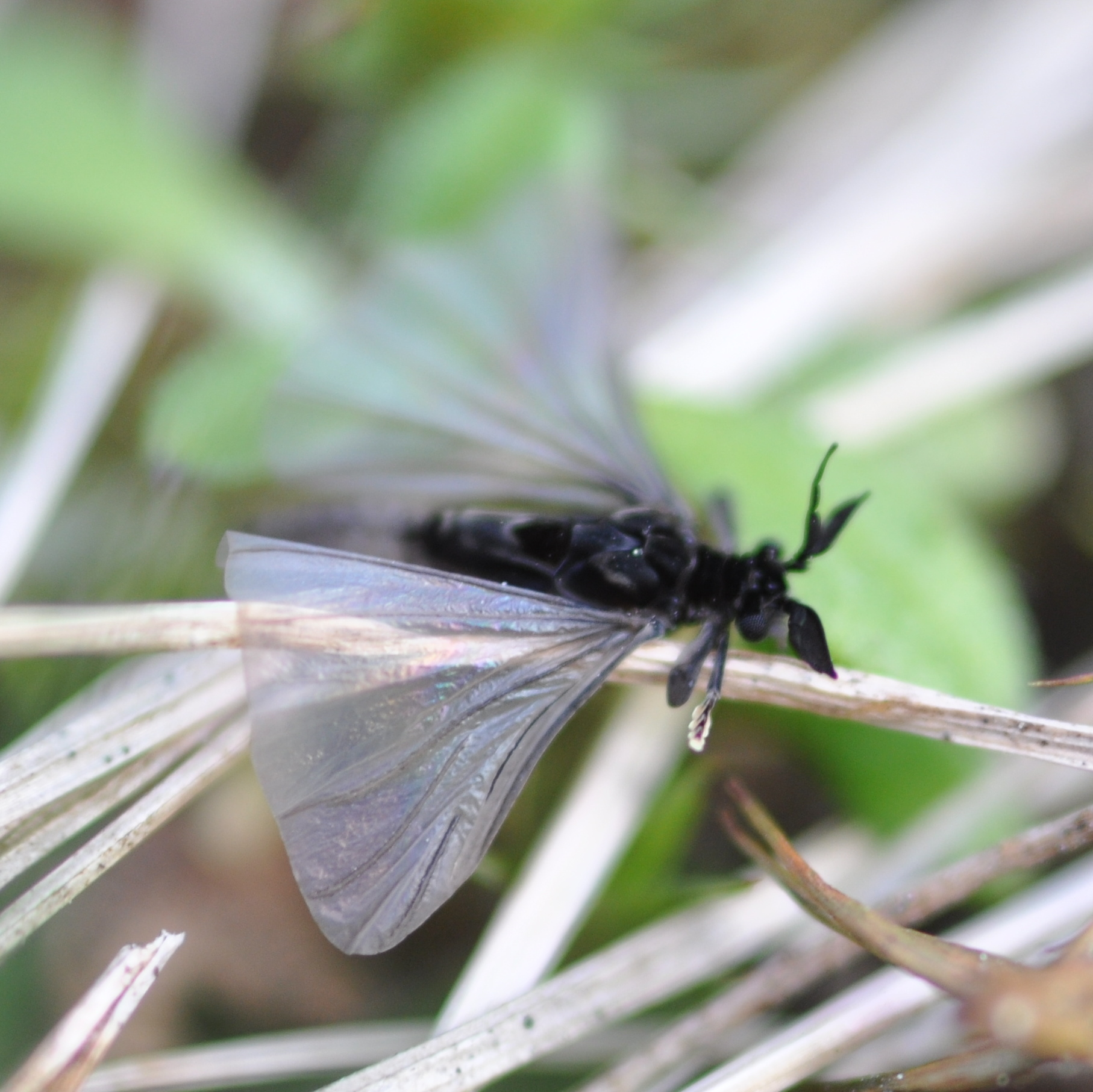
Самец Stylops melittae

Stylops melittae (лат.) — вид веерокрылых насекомых рода Stylops из семейства Stylopidae. Европа.
Паразиты пчёл вида Andrena nigroaenea, A. nitida, Andrena thoracica, Andrena flavipes, Andrena soror (Andrena, Andrenidae). Лапки самцов 4-члениковые, усики 6-члениковые с боковыми отростками. Голова поперечная. Обладают резким половым диморфизмом: самцы крылатые (2 пары узких крыльев: передние маленькие и узкие, задние широкие), самки бескрылые червеобразные эндопаразиты. Вид был впервые описан в 1802 году английским энтомологом профессором Уильямом Кёрби; 1759—1850).
В 2015 году в ходе анализа ДНК к Stylops melittae в синонимы сведено несколько таксонов, в том числе, предположительно такие таксоны как Stylops flavipedis Hofeneder, 1923и Stylops nitidae Pasteels, 1954.